# 킴 파서블 (영화)
《킴 파서블》(영어: Kim Possible)은 2019년 미국의 TV용 액션 코미디 영화로, 디즈니 채널에서 방영했다. 애니메이션 《킴 파서블》의 실사화 작품이다. 애덤 스타인과 잭 리포브스키 감독이 연출했고, 세이디 스탠리, 숀 잠브로네, 시아라 라일리 윌슨이 출연했다.

## 줄거리
십대 소녀이자 범죄 소탕자인 킴 파서블은 친구 론 스타퍼블과 함께 악당 디멘터 교수의 음모를 막고 납치된 글롭먼 박사를 구출한다. 학교에 돌아온 킴은 뛰어난 무술 실력을 가진 전학생 아테나를 만나 함께 악당 드라켄의 음모를 저지하려 한다. 아테나는 드라켄의 오른팔 시고를 물리치며 학교의 주목을 받지만, 킴은 질투심을 느낀다. 학교에서 아테나를 칭찬하는 행사가 열리자 드라켄과 시고는 난입하여 아테나를 납치한다. 킴은 시고에게 패배하고 조롱을 받지만, 가족과 론의 격려에 힘입어 아테나를 구출하기로 결심한다.
드라켄의 은신처에서 킴은 아테나가 자신의 동기 부여 에너지를 드라켄에게 옮기기 위해 만들어진 안드로이드라는 사실을 알게 된다. 킴은 에너지 전송 장치를 고장 내고 드라켄은 어린아이로 퇴행한다. 킴이 도망치라고 했지만 아테나는 불안정한 장치를 끄기 위해 남는다. 은신처는 폭발하고 아테나는 죽은 것으로 추정되지만, 폭발에서 살아남은 것이 밝혀진다. 킴과 론은 아테나를 집으로 데려와 수리하고, 함께 영웅으로 활동하도록 프로그래밍한다.
영화 크레딧 영상에서는 드라켄이 모친으로 분장한 시고와 함께 킴의 학교에 전학생으로 등록하여 킴을 물리치기 위한 새로운 계획을 세우는 모습이 나온다.

## 출연진
- 세이디 스탠리 - 킴 파서블
- 숀 잠브로네 - 론 스타퍼블
- 시아라 라일리 윌슨 - 어시나
- 테일러 오르테가 - 쉬고
- 코니 레이 - 나나 파서블
- 아이작 라이언 브라운 - 웨이드
- 에리카 탐 - 보니 록월러
- 토드 스태슈윅 - 드라켄
- 앨리슨 해니건 - 앤 파서블
- 매슈 클라크 - 제임스 파서블
- 오언 필딩 - 팀 파서블
- 코너 필딩 - 짐 파서블
- 마이클 P. 노디 - 바킨 선생
- 패트릭 서봉기 - 글로프먼 박사
- 세드릭 듀참 - 쿨 토드
- 크리스티 칼슨 로마노 - 포피 블루
- 낸시 카트라이트 - 루퍼스(목소리 출연)
- 패튼 오즈월트 - 디멘터 교수(목소리 출연)